# Круп'є

Круп'є за роботою

Круп'є́ (croupier) — банківник у гральному будинку, веде гру, видає учасникам їх виграш і забирає програні ставки.
Веде гру в карти з відвідувачами казино: в американську рулетку, покер, баккару, блек-джек. Його задача — грамотно «продати» гру, щоб людина, що сидить по інший бік грального столу, залишилась задоволеною, навіть якщо вона програє. Звідси друга назва професії — дилер.
Руки круп'є працюють «на автопілоті» — роздаючи карти або збираючи фішки, він може підтримати розмову з клієнтом на абстрактні теми.